# National Board of Review Awards 1935
La 7ª edizione dei National Board of Review Awards si è tenuta il 16 dicembre 1935.

## Classifiche

### Migliori dieci film
- Anna Karenina, regia di Clarence Brown
- Chi ha ucciso Cock Robin? (Who Killed Cock Robin?), regia di David Hand
- Davide Copperfield (David Copperfield), regia di George Cukor
- Il giglio d'oro (The Gilded Lily), regia di Wesley Ruggles
- I lancieri del Bengala (The Lives of a Bengal Lancer), regia di Henry Hathaway
- Il maggiordomo (Ruggles of Red Gap), regia di Leo McCarey
- Primo amore (Alice Adams), regia di George Stevens
- Il sergente di ferro (Les Miserables), regia di Richard Boleslawsky
- Il traditore (The Informer), regia di John Ford
- La tragedia del Bounty (Mutiny on the Bounty), regia di Frank Lloyd

### Migliori film stranieri
- The Battle, regia di Nicolas Farkas, Viktor Turžanskij
- Chapayev, regia di Georgi Vasilyev e Sergej Dmitrievič Vasil'ev
- Il giglio insanguinato (Maire Chapdelaine), regia di Julien Duvivier
- Ho ucciso! (Crime and Punishment), regia di Josef von Sternberg
- Krestyane, regia di Fridrich Markovič Ėrmler
- La maternelle, regia di Jean Benoît-Lévy e Marie Epstein
- Il nuovo Gulliver (Novyy Gulliver), regia di Aleksandr Lukič Ptuško e A. Vanichkin
- L'ultimo miliardario (Le dernier milliardaire), regia di René Clair
- L'uomo che sapeva troppo (The Man Who Knew Too Much), regia di Alfred Hitchcock
- Yunost Maksima, regia di Grigorij Michajlovič Kozincev, Leonid Zacharovič Trauberg

## Premi
- Miglior film: Il traditore (The Informer), regia di John Ford